# سر کلاس با کیارستمی
سر کلاس با کیارستمی (به انگلیسی: Lessons with Kiarostami) یک کتاب غیرداستانی و آموزشی اثر عباس کیارستمی است که توسط پال کرونین تدوین و گردآوری شده و با پیشگفتاری از مایک لی در چند زبان مختلف از جمله انگلیسی و فارسی منتشر شده‌است. کتاب از دید راوی اول شخص (کیارستمی) نوشته شده و در آن کیارستمی خطاب به هنرجویان کارگاه‌های فیلمسازی‌اش از تجربیات خود در زندگی هنری‌اش پرده برمی‌دارد. مایک لی درباره این کتاب گفت، این کتاب بی شک خشت بنای ادبیات سینمایی خواهد شد.